# Bruneiische Fußballnationalmannschaft
Die bruneiische Fußballnationalmannschaft (malaiisch Pasukan bola sepak kebangsaan Brunei) ist die Nationalmannschaft des südostasiatischen Sultanats Brunei. Sie ist eine der erfolglosesten Mannschaften des Kontinentalverbandes AFC. Brunei ist es bisher noch nicht gelungen, sich für eine Fußball-Weltmeisterschaft oder für die Asienmeisterschaften zu qualifizieren.

## Geschichte
Der Fußballverband aus Brunei wurde am 15. März 1956 gegründet und hieß damals Brunei State Football Amateur Association. 1993 wurde das Wort Amateur aus dem offiziellen Titel entfernt, seitdem heißt der Verband Football Association of Brunei Darussalam (Malay: Persekutuan Bolasepak Negara Brunei Darussalam).
Die bisherige internationale Erfahrung der Nationalmannschaft beschränkt sich auf regionale Wettbewerbe wie z. B. die Südostasienspiele oder die ASEAN-Fußballmeisterschaft. 1986 nahm Brunei zum ersten Mal an einer Qualifikation für eine Fußballweltmeisterschaft teil. Für die Fußball-Weltmeisterschaft 2002 nahm die Mannschaft zum zweiten Mal an einer Qualifikation teil.
Die Nationalmannschaft spielte in der Malayischen Liga mit. 1999 konnte man den nationalen Pokal gewinnen.
Heute gibt es ca. 2500 aktive Spieler in Brunei, die in den 22 Vereinen in Brunei spielen.
Aufgrund von Einmischung des Staates wurde der Verband am 30. September 2009 von der FIFA suspendiert. Die Suspendierung wurde am 30. Mai 2011 aufgehoben. Dennoch verpasste die Nationalmannschaft durch die Suspendierung die Teilnahme an der Qualifikation für die Weltmeisterschaft 2014 in Brasilien. In die Qualifikation für die Weltmeisterschaft 2018 in Russland startete die Mannschaft mit einem 1:0-Sieg in Taiwan durch ein Tor von Adi Said.

## Weltmeisterschaften
- 1930 bis 1982 – nicht teilgenommen
- 1986 – nicht qualifiziert
- 1990 bis 1998 – nicht teilgenommen
- 2002 – nicht qualifiziert
- 2006 bis 2010 – nicht teilgenommen
- 2014 – von der FIFA suspendiert
- 2018 bis 2026 – nicht qualifiziert

## Asienmeisterschaften
- 1956 bis 1968 – nicht teilgenommen
- 1972 bis 1976 – nicht qualifiziert
- 1980 bis 1996 – nicht teilgenommen
- 2000 bis 2004 – nicht qualifiziert
- 2007 – nicht teilgenommen
- 2011 – nicht qualifiziert
- 2015 – nicht teilgenommen
- 2019 bis 2024 – nicht qualifiziert

## ASEAN-Fußballmeisterschaft
- 1996 – Vorrunde
- 1998 – nicht qualifiziert
- 2000 – zurückgezogen
- 2002 – nicht teilgenommen
- 2004 – nicht teilgenommen
- 2007 – nicht qualifiziert
- 2010 – von der FIFA suspendiert
- 2012 – nicht qualifiziert
- 2014 – nicht qualifiziert
- 2016 – nicht qualifiziert
- 2018 – nicht qualifiziert
- 2021 – nicht qualifiziert
- 2022 – Vorrunde
- 2024 – nicht qualifiziert

## AFC Challenge Cup
- 2006 – Vorrunde
- 2008 – nicht qualifiziert
- 2010 – nicht qualifiziert
- 2012 – von der FIFA suspendiert
- 2014 – zurückgezogen

## AFC Solidarity Cup
- 2016 – 4. Platz
- 2020 – Turnier wegen der COVID-19-Pandemie abgesagt

## Trainer
- David Booth (1996–98)
- Mick Jones (1998–2001)
- Zainuddin Kassim (2001)
- Mick Lyons (2002)
- Karim Bencherifa (2003–2004)
- Amir Alagic (2005)
- Mohd Ali Mustafa (2006)
- Kwon Oh-son (2008)
- Vjeran Simunić (2008–2009)
- Mohd Ali Mustafa (2009)
- Dayem Hj Ali (2011)
- Kwon Oh-son (2012–2013)
- Vjeran Simunić (2013–2014)
- Steve Kean (2014)
- Mike Wong Mun Heng (2014–2016)
- Kwon Oh-son (2016)
- Stephen Ng (2017)
- Kwon Oh-son (2018)
- Robbie Servais (2019)
- Paul Smalley (2019–2020)
- K. Rajagopal (2020–2022)
- Rosanan Samak (2022)
- Mario Rivera (2022–2024)
- Rui Capela (2024)
- Jamie McAllister (2024)
- Vinícius Eutrópio (2024–2025)
- Fábio Magrão (seit 2025)